# Сельское поселение Девлезеркино
Сельское поселение Девлезеркино (чув. Тилечер ял тӑрӑхӗ) — муниципальное образование в Челно-Вершинском районе Самарской области.
Административный центр — село Девлезеркино.

## Административное устройство
В состав сельского поселения Девлезеркино входят:
- село Девлезеркино,
- село Малое Девлезеркино,
- посёлок Воздвиженка,
- посёлок Петровск,
- посёлок Покровка,
- посёлок кордон № 5.

## Знаменитые уроженцы
- Ягафова, Екатерина Андреевна — этнолог, доктор исторических наук.